# Franz Höfer
Franz Höfer (Bad Griesbach (Rottal), 27 d'agost de 1880 - Garmisch-Partenkirchen, 13 de novembre de 1953) fou un compositor i musicògraf alemany.
Va estudiar fins a 1901 a Múnic, entre d'altres, amb J. Rheinberger, abans de canviar com a Kapellmeister al Stadttheater Regensburg. A partir de 1906 es va fer càrrec a Regensburg com a organista de St. Emmeram, i treballà com a professor d'harmonia i instrumentació a l'escola de música de l'església. De 1919 a 1923, també va dirigir el Regensburg Liederkranz, fins que es va graduar el 1923 com a professor de música en principi a Ettal. Posteriorment, les estades com a mestre el van portar a Garmisch-Partenkirchen i Nördlingen.
Höfer es va distingir especialment com a compositor addicta a les escoles modernes, estrenant amb èxit les òperes Sarema (1904), i Dornröschen (1918). També va escriure diverses misses, obres per a orgue, i lieder, en total unes 60 composicions, en general força interessants.
Com a teòric va publicar un Tractat de la Modulació i un altre dInstrumentació (Modulationslehre, 1916), i Instrumentationslehre, així com una nova edició revisada de l'Escola de la Velocitat, de C. Czerny (1916).